# Campeonato Mineiro 1939
In 1939 werd het 25ste Campeonato Mineiro gespeeld voor voetbalclubs uit de Braziliaanse staat Minas Gerais. De competitie werd gespeeld van 21 mei 1939 tot 3 maart 1940 en werd georganiseerd door de Liga Mineira de Desportos Terrestres. Atlético werd kampioen.

## Eindstand
| Plaats | Club             | Wed. | W  | G | V  | Saldo | Ptn. |
| ------ | ---------------- | ---- | -- | - | -- | ----- | ---- |
| 1.     | Atlético         | 15   | 11 | 1 | 3  | 24:11 | 23   |
| 2.     | América          | 15   | 8  | 3 | 4  | 26:17 | 19   |
| 3.     | Siderúrgica      | 15   | 8  | 1 | 6  | 31:20 | 17   |
| 4.     | Villa Nova       | 15   | 7  | 2 | 6  | 18:19 | 16   |
| 5.     | Palestra Itália  | 15   | 5  | 3 | 6  | 22:24 | 11   |
| 6.     | Sete de Setembro | 15   | 1  | 0 | 14 | 16:45 | 4    |

|  | Kampioen |

### Kampioen
| Campeonato Mineiro de 1939 |
| -------------------------- |
| ATLÉTICO (8º Titel)        |